# 深見安博
深見安博（1919年11月26日—1972年4月9日）為日本的棒球選手，出生於兵庫県神戸市。他曾效力於日本職棒西武獅等隊伍，生涯通算85支全壘打。